# Amazon Prime
Amazon Prime è un servizio a pagamento offerto da Amazon, che permette ai clienti di poter usufruire della possibilità di ricevere i propri prodotti acquistati in un tempo di consegna ristretto (uno o due giorni in alcune aree), nonché di altri servizi, sottoscrivendo un abbonamento mensile o annuale.
Nell'aprile del 2018, Amazon dichiarò che Prime aveva raggiunto oltre 100 milioni di iscritti in tutto il mondo, mentre a gennaio 2020 sono stati toccati i 150 milioni. Gli studenti verificati possono sottoscrivere il piano Prime Student, una versione più economica rispetto al piano standard.

## Storia
Nel 2005 Amazon annunciò la creazione di Amazon Prime, un servizio che offriva consegne gratuite entro due giorni all'interno degli Stati Uniti per tutti gli ordini, sottoscrivendo un abbonamento annuale. Amazon lanciò il programma in Germania, Giappone e Regno Unito nel 2007; nel 2008 in Francia (sotto il nome di "Amazon Premium"), nel 2011 in Italia, nel 2013 in Canada, nel luglio del 2016 in India, nel marzo del 2017 in Messico e dal 2018 in Australia.
A inizio 2014 Amazon annunciò Prime Music, un servizio che offre ai clienti Prime uno streaming illimitato di oltre un milione di brani e l'accesso a playlist studiate appositamente. A novembre 2014 Amazon aggiunse Prime Photos, mentre nel maggio del 2015 propose un servizio di consegna gratuito per abbonati Prime in 14 aree metropolitane statunitensi.
Nel dicembre del 2015, Amazon dichiarò che decine di milioni di persone erano abbonate ad Amazon Prime e nel gennaio 2016, secondo una relazione fornita da Consumer Intelligence Research Partners, il servizio poteva contare su quasi 54 milioni di abbonati solo negli Stati Uniti, corrispondenti a quasi la metà dei possessori di case del paese.
Ulteriori servizi riservati ai clienti Prime sono stati lanciati nel settembre del 2016.

## Servizi
- Prime Music: mette a disposizione una libreria di oltre 2 milioni di brani;
- Prime Video[13][14][15]: permette l'accesso ad alcune migliaia di film e serie tv on demand, tra cui alcuni contenuti originali e eventi sportivi;
- Prime Reading[16][17]: consente l'accesso gratuito ad alcuni e-book Kindle, riviste e guide turistiche scelti a rotazione;
- Prime Pantry[18]: è un servizio che permette di acquistare e ricevere a casa prodotti da supermercato non deperibili;
- Prime Now: è un servizio di consegna rapido (entro un'ora) con un costo aggiuntivo prefissato; avviato nel 2014 in alcune zone di New York[19][20][21] è stato esteso nel tempo ad altri grandi centri, sia negli Stati Uniti che in altri paesi[22][23][24][25][26][27][28];
- Prime Day[29]: il 15 luglio 2015, per festeggiare i vent'anni dalla nascita dell'azienda, Amazon lanciò un evento in cui vennero proposte offerte riservate agli abbonati sul modello di quelle del Black Friday; visto il successo ottenuto[30], l'iniziativa è stata ripetuta negli anni successivi. Nato inizialmente come un evento annuale della durata di un solo giorno, il Prime Day si è rapidamente evoluto: prima in un evento di un solo giorno, poi da due giorni, fino ad arrivare alla formula attuale di quattro giorni. Da qualche anno, inoltre, Amazon ha introdotto anche la Festa delle Offerte Prime di ottobre, raddoppiando gli appuntamenti annuali riservati agli iscritti.[31]

## Costo del servizio
Il servizio è disponibile in tutti i paesi sia con abbonamento mensile che annuale. Recentemente sono stati anche introdotti i rispettivi abbonamenti Prime Student, per chi è iscritto agli istituti universitari riconosciuti nell'offerta.

### Stati Uniti
Inizialmente dal 2005 il costo era di 79$ annuali, per poi essere aumentato nel marzo 2014 a 99$. Nel 2018 il costo fu nuovamente aumentato di un importo uguale, arrivando a 119$. Nel febbraio 2022 viene annunciato un ulteriore aumento a 139$.

### Italia
Il servizio fu lanciato in Italia nel 2011 al costo di 9,99€ annuali. Poi passò nel 2015 a 19,99€ annuali, nel 2018 a 36€ annuali e, infine, dal 15 settembre 2022 a 49,99€ annuali (o 4,99€ mensili), mentre il prezzo per Prime Studente corrisponde alla metà, 24,95€ annuali (o 2,49€ mensili).